# Anatole Litvak
Anatole Litvak, właśc. Michaił Anatol Litwak (ros. Анатоль Литвак) (ur. 10 maja 1902 w Kijowie, zm. 15 grudnia 1974 w Neuilly-sur-Seine) – amerykański reżyser i producent filmowy pochodzący z Ukrainy.

## Życiorys
Był nominowany do Oscara za reżyserię filmu Kłębowisko żmij (1948).
Reżyser pochodził z żydowskiej rodziny Litwaków z terenów dzisiejszej Ukrainy. Jako młody chłopak wyjechał do Sankt Petersburga, gdzie pracował w teatrze i uczył się w szkole dramatycznej.
W latach 20 XX w. przeniósł się do Niemiec, skąd uciekł po dojściu do władzy Hitlera. Później przebywał w Wielkiej Brytanii i Francji, gdzie zapewnił sobie w końcu kontrakt w Hollywood i wyjechał do Stanów Zjednoczonych.
W swej karierze realizował filmy zarówno w USA, jak i w Europie. W czasie II wojny światowej wraz z Frankiem Caprą realizował dla Sił Zbrojnych Stanów Zjednoczonych cykl propagandowych filmów dokumentalnych Dlaczego walczymy?.
Zasiadał w jury konkursu głównego na 8. MFF w Cannes (1955).

## Wybrana filmografia
- Pieśń nocy (1932)
- Mayerling (1936)
- Guwernantka (1940)
- Długa noc (1947)
- Kłębowisko żmij (1948)
- Przepraszam, pomyłka (1948)
- Decyzja przed świtem (1951)
- Ich wielka miłość (1953)
- Anastazja (1956)
- Podróż (1959)
- Żegnaj ponownie (1961)
- Noc generałów (1967)